# Definitive Jux
Definitive Jux (també conegut com a Def Jux) és un segell discogràfic independent de hip-hop basat a Nova York, Estats Units.

## Artistes
Els membres de Definitive Juxtaposition són afectuosament coneguts com a Def Jukies o Jukies.
- El-P (de Company Flow), propietari
- Aesop Rock
- Mr. Lif
- MURS
- C-Rayz Walz
- Rob Sonic
- Despot
- Cage
- RJD2
- NASA
- Cannibal Ox (Vast Aire i Vordul Mega)
- S.A. Smash (Metro y Camu Tao)
- Hangar 18 (Alaska, Windnbreeze i DJ Pawl)
- The Perceptionists (Mr. Lif, Akrobatik i DJ Fakts One)
- Party Fun Action Committee (Blockhead i Jer)
- 4th Pyramid
- Cool Calm Pete